# Női kézilabdatorna a 2013. évi nyári európai ifjúsági olimpiai fesztiválon
A 2013. évi nyári európai ifjúsági olimpiai fesztiválon a női kézilabda mérkőzéseket július 15. és július 19. között rendezték Utrechtben.

## Érmesek
| A 2013. évi nyári európai ifjúsági olimpiai fesztivál érmesei női kézilabdában | A 2013. évi nyári európai ifjúsági olimpiai fesztivál érmesei női kézilabdában | A 2013. évi nyári európai ifjúsági olimpiai fesztivál érmesei női kézilabdában | A 2013. évi nyári európai ifjúsági olimpiai fesztivál érmesei női kézilabdában |
| --- | --- | --- | ------------------------------------------------------------------------------ |
| Arany | Ezüst | Bronz |                                                                                |
| Dánia · Ditte Hoegenhaug Aaen · Mette Soerensen Thyrsted · Bitten Spicker Mark · Laura Noergaard Blushoej · Anne Brinch-Nielsen · Stine Bindslev Holm · Mai Kragballe Nielsen · Stephanie Kjaer Rasmussen · Josephine Fjellerad Juncker · Amalie Angel · Sanne Joergensen · Celine Holst Elkjaer · Cecilie Vistisen Specht · Julie Pontoppidan · Mathilde Baerentzen Pedersen | Oroszország · Anastasia Ryabtceva · Valentina Vernigorova · Kristina Likhach · Julia Komarova · Anastasia Suslova · Valeria Kiprigina · Kristina Pyatkina · Daria Belikova · Karina Sisenova · Elizaveta Malashenko · Anastasia Seradskaya · Ekaterina Nefedova · Yaroslava Frolova · Yulia Markova · Yulia Golikova | Németország · Magdalena Frey · Josephine Körner · Sarah Irmler · Lisa Wieder · Jill Sievert · Sophia Sommerrock · Alicia Burgert · Nele Reimer · Alicia Stolle · Pia Adams · Luisa Sturm · Annika Ingenpaß · Elisa Burkholder · Dana Centini · Lisa Friedberger |                                                                                |

## Csoportkör

### A csoport
| Csapat      | M | Gy | D | V | G+ | G-  | Gk  | P |
| ----------- | - | -- | - | - | -- | --- | --- | - |
| Hollandia   | 3 | 3  | 0 | 0 | 97 | 52  | +45 | 6 |
| Németország | 3 | 2  | 0 | 1 | 81 | 74  | +7  | 4 |
| Norvégia    | 3 | 1  | 0 | 2 | 66 | 81  | –15 | 2 |
| Csehország  | 3 | 0  | 0 | 3 | 71 | 108 | –37 | 0 |

| 2013. július 15. 14:00 | Norvégia                  | 18–23       | Németország | Jaarbreus Hal1, Utrecht, Hollandia Nézőszám: 300 Játékvezetők: Tamara Bregar, Klavdija Zorko (SLO) |
| 2013. július 15. 14:00 | Cecilie Kleppe Jamtfall 7 | (8–13)      | Pia Adams 7 | Jaarbreus Hal1, Utrecht, Hollandia Nézőszám: 300 Játékvezetők: Tamara Bregar, Klavdija Zorko (SLO) |
| 2013. július 15. 14:00 | 4× 2×                     | Jegyzőkönyv | 5× 3×       | Jaarbreus Hal1, Utrecht, Hollandia Nézőszám: 300 Játékvezetők: Tamara Bregar, Klavdija Zorko (SLO) |

| 2013. július 15. 20:00 | Csehország         | 15–39       | Hollandia           | Jaarbreus Hal1, Utrecht, Hollandia Nézőszám: 450 Játékvezetők: Maria Bennani, Safia Bennani (SWE) |
| 2013. július 15. 20:00 | Kamila Kordovska 7 | (8–20)      | Anouk Nieuwenweg 10 | Jaarbreus Hal1, Utrecht, Hollandia Nézőszám: 450 Játékvezetők: Maria Bennani, Safia Bennani (SWE) |
| 2013. július 15. 20:00 | 3× 3×              | Jegyzőkönyv | 4× 2×               | Jaarbreus Hal1, Utrecht, Hollandia Nézőszám: 450 Játékvezetők: Maria Bennani, Safia Bennani (SWE) |

| 2013. július 16. 18:00 | Németország   | 35–28       | Csehország          | Jaarbreus Hal1, Utrecht, Hollandia Nézőszám: 150 Játékvezetők: Lorena Jurenec, Maja Vajdic (CRO) |
| 2013. július 16. 18:00 | Luisa Sturm 7 | (18–13)     | Kamila Kordovska 14 | Jaarbreus Hal1, Utrecht, Hollandia Nézőszám: 150 Játékvezetők: Lorena Jurenec, Maja Vajdic (CRO) |
| 2013. július 16. 18:00 | 3× 3×         | Jegyzőkönyv | 3×                  | Jaarbreus Hal1, Utrecht, Hollandia Nézőszám: 150 Játékvezetők: Lorena Jurenec, Maja Vajdic (CRO) |

| 2013. július 16. 20:00 | Hollandia         | 30–14       | Norvégia               | Jaarbreus Hal1, Utrecht, Hollandia Nézőszám: 500 Játékvezetők: Búza Bence, Pinizsi Tamás (HUN) |
| 2013. július 16. 20:00 | Tess Van Buren 10 | (15–10)     | Frida Naamo Roenning 5 | Jaarbreus Hal1, Utrecht, Hollandia Nézőszám: 500 Játékvezetők: Búza Bence, Pinizsi Tamás (HUN) |
| 2013. július 16. 20:00 | 2× 3×             | Jegyzőkönyv | 2× 3×                  | Jaarbreus Hal1, Utrecht, Hollandia Nézőszám: 500 Játékvezetők: Búza Bence, Pinizsi Tamás (HUN) |

| 2013. július 17. 16:00 | Csehország         | 28–34       | Norvégia        | Jaarbreus Hal1, Utrecht, Hollandia Nézőszám: 200 Játékvezetők: Tamara Bregar, Klavdija Zorko (SLO) |
| 2013. július 17. 16:00 | Kamila Kordovska 8 | (16–13)     | Marie Lystad 10 | Jaarbreus Hal1, Utrecht, Hollandia Nézőszám: 200 Játékvezetők: Tamara Bregar, Klavdija Zorko (SLO) |
| 2013. július 17. 16:00 | 3×                 | Jegyzőkönyv | 4× 2×           | Jaarbreus Hal1, Utrecht, Hollandia Nézőszám: 200 Játékvezetők: Tamara Bregar, Klavdija Zorko (SLO) |

| 2013. július 17. 20:00 | Németország    | 23–28       | Hollandia                | Jaarbreus Hal1, Utrecht, Hollandia Nézőszám: 550 Játékvezetők: Maria Bennani, Safia Bennani (SWE) |
| 2013. július 17. 20:00 | Sarah Irmler 4 | (12–12)     | Hanne Maria Van Rossum 6 | Jaarbreus Hal1, Utrecht, Hollandia Nézőszám: 550 Játékvezetők: Maria Bennani, Safia Bennani (SWE) |
| 2013. július 17. 20:00 | 4× 2×          | Jegyzőkönyv | 4× 3×                    | Jaarbreus Hal1, Utrecht, Hollandia Nézőszám: 550 Játékvezetők: Maria Bennani, Safia Bennani (SWE) |

### B csoport
| Csapat       | M | Gy | D | V | G+ | G- | Gk  | P |
| ------------ | - | -- | - | - | -- | -- | --- | - |
| Dánia        | 3 | 2  | 0 | 1 | 70 | 63 | +7  | 4 |
| Oroszország  | 3 | 2  | 0 | 1 | 77 | 73 | +4  | 4 |
| Svédország   | 3 | 1  | 1 | 1 | 78 | 75 | +3  | 3 |
| Magyarország | 3 | 0  | 1 | 2 | 67 | 81 | –14 | 1 |

| 2013. július 15. 16:00 | Oroszország          | 29–28       | Svédország             | Jaarbreus Hal1, Utrecht, Hollandia Nézőszám: 250 Játékvezetők: Lorena Jurenec, Maja Vajdic (CRO) |
| 2013. július 15. 16:00 | Ekaterina Nefedova 8 | (13–11)     | Emma Ekenman-Fernis 10 | Jaarbreus Hal1, Utrecht, Hollandia Nézőszám: 250 Játékvezetők: Lorena Jurenec, Maja Vajdic (CRO) |
| 2013. július 15. 16:00 | 1× 2×                | Jegyzőkönyv | 6× 3×                  | Jaarbreus Hal1, Utrecht, Hollandia Nézőszám: 250 Játékvezetők: Lorena Jurenec, Maja Vajdic (CRO) |

| 2013. július 15. 18:00 | Dánia                   | 25–21       | Magyarország    | Jaarbreus Hal1, Utrecht, Hollandia Nézőszám: 300 Játékvezetők: Maike Schilha, Tanja Schilha (GER) |
| 2013. július 15. 18:00 | Mai Kragballe Nielsen 9 | (12–8)      | Gerháth Fanni 8 | Jaarbreus Hal1, Utrecht, Hollandia Nézőszám: 300 Játékvezetők: Maike Schilha, Tanja Schilha (GER) |
| 2013. július 15. 18:00 | 3× 3×                   | Jegyzőkönyv | 4× 3×           | Jaarbreus Hal1, Utrecht, Hollandia Nézőszám: 300 Játékvezetők: Maike Schilha, Tanja Schilha (GER) |

| 2013. július 16. 14:00 | Magyarország    | 21–31       | Oroszország          | Jaarbreus Hal1, Utrecht, Hollandia Nézőszám: 150 Játékvezetők: Maria Bennani, Safia Bennani (SWE) |
| 2013. július 16. 14:00 | Gerháth Fanni 6 | (12–17)     | Ekaterina Nefedova 7 | Jaarbreus Hal1, Utrecht, Hollandia Nézőszám: 150 Játékvezetők: Maria Bennani, Safia Bennani (SWE) |
| 2013. július 16. 14:00 | 2× 2×           | Jegyzőkönyv | 3× 3×                | Jaarbreus Hal1, Utrecht, Hollandia Nézőszám: 150 Játékvezetők: Maria Bennani, Safia Bennani (SWE) |

| 2013. július 16. 16:00 | Svédország            | 25–21       | Dánia                   | Jaarbreus Hal1, Utrecht, Hollandia Nézőszám: 150 Játékvezetők: Maike Schilha, Tanja Schilha (GER) |
| 2013. július 16. 16:00 | Emma Ekenman-Fernis 6 | (11–9)      | Mai Kragballe Nielsen 7 | Jaarbreus Hal1, Utrecht, Hollandia Nézőszám: 150 Játékvezetők: Maike Schilha, Tanja Schilha (GER) |
| 2013. július 16. 16:00 | 2× 3×                 | Jegyzőkönyv | 3× 3×                   | Jaarbreus Hal1, Utrecht, Hollandia Nézőszám: 150 Játékvezetők: Maike Schilha, Tanja Schilha (GER) |

| 2013. július 17. 14:00 | Svédország            | 25–25       | Magyarország        | Jaarbreus Hal1, Utrecht, Hollandia Nézőszám: 150 Játékvezetők: Maike Schilha, Tanja Schilha (GER) |
| 2013. július 17. 14:00 | Emma Ekenman-Fernis 7 | (10–13)     | Diószegi Nikolett 5 | Jaarbreus Hal1, Utrecht, Hollandia Nézőszám: 150 Játékvezetők: Maike Schilha, Tanja Schilha (GER) |
| 2013. július 17. 14:00 | 3× 3×                 | Jegyzőkönyv | 4× 2×               | Jaarbreus Hal1, Utrecht, Hollandia Nézőszám: 150 Játékvezetők: Maike Schilha, Tanja Schilha (GER) |

| 2013. július 17. 18:00 | Dánia                         | 24–17       | Oroszország         | Jaarbreus Hal1, Utrecht, Hollandia Nézőszám: 250 Játékvezetők: Lorena Jurenec, Maja Vajdic (CRO) |
| 2013. július 17. 18:00 | Josephine Fjellerad Juncker 6 | (11–8)      | Yaroslava Frolova 5 | Jaarbreus Hal1, Utrecht, Hollandia Nézőszám: 250 Játékvezetők: Lorena Jurenec, Maja Vajdic (CRO) |
| 2013. július 17. 18:00 | 4× 2×                         | Jegyzőkönyv | 4× 3×               | Jaarbreus Hal1, Utrecht, Hollandia Nézőszám: 250 Játékvezetők: Lorena Jurenec, Maja Vajdic (CRO) |

## Az 5–8. helyért
| 2013. július 18. 14:00 | Norvégia        | 22–29       | Magyarország  | Jaarbreus Hal1, Utrecht, Hollandia Nézőszám: 100 Játékvezetők: Maria Bennani, Safia Bennani (SWE) |
| 2013. július 18. 14:00 | Hanne Paulsen 6 | (13–15)     | Élő Beatrix 9 | Jaarbreus Hal1, Utrecht, Hollandia Nézőszám: 100 Játékvezetők: Maria Bennani, Safia Bennani (SWE) |
| 2013. július 18. 14:00 | 3× 3×           | Jegyzőkönyv | 1× 2×         | Jaarbreus Hal1, Utrecht, Hollandia Nézőszám: 100 Játékvezetők: Maria Bennani, Safia Bennani (SWE) |

| 2013. július 18. 16:00 | Svédország           | 28–16       | Csehország        | Jaarbreus Hal1, Utrecht, Hollandia Nézőszám: 150 Játékvezetők: Jakob Hansen, Thomas Nielsen (DEN) |
| 2013. július 18. 16:00 | Filippa Sarenbrant 8 | (10–6)      | Monika Krickova 4 | Jaarbreus Hal1, Utrecht, Hollandia Nézőszám: 150 Játékvezetők: Jakob Hansen, Thomas Nielsen (DEN) |
| 2013. július 18. 16:00 | 5× 3×                | Jegyzőkönyv | 2× 3×             | Jaarbreus Hal1, Utrecht, Hollandia Nézőszám: 150 Játékvezetők: Jakob Hansen, Thomas Nielsen (DEN) |

### A 7. helyért
| 2013. július 19. 10:30 | Norvégia               | 26–23       | Csehország         | Jaarbreus Hal1, Utrecht, Hollandia Nézőszám: 250 Játékvezetők: Búza Bence, Pinizsi Tamás (HUN) |
| 2013. július 19. 10:30 | Frida Naamo Roenning 6 | (15–11)     | Kamila Kordovska 6 | Jaarbreus Hal1, Utrecht, Hollandia Nézőszám: 250 Játékvezetők: Búza Bence, Pinizsi Tamás (HUN) |
| 2013. július 19. 10:30 | 5× 3×                  | Jegyzőkönyv | 3× 3×              | Jaarbreus Hal1, Utrecht, Hollandia Nézőszám: 250 Játékvezetők: Búza Bence, Pinizsi Tamás (HUN) |

### Az 5. helyért
| 2013. július 19. 12:30 | Magyarország                  | 20–28       | Svédország           | Jaarbreus Hal1, Utrecht, Hollandia Nézőszám: 200 Játékvezetők: Maike Schilha, Tanja Schilha (GER) |
| 2013. július 19. 12:30 | Élő Beatrix 5 Gerháth Fanni 5 | (13–14)     | Filippa Sarenbrant 9 | Jaarbreus Hal1, Utrecht, Hollandia Nézőszám: 200 Játékvezetők: Maike Schilha, Tanja Schilha (GER) |
| 2013. július 19. 12:30 | 3× 2×                         | Jegyzőkönyv | 1× 3×                | Jaarbreus Hal1, Utrecht, Hollandia Nézőszám: 200 Játékvezetők: Maike Schilha, Tanja Schilha (GER) |

## Elődöntők
| 2013. július 18. 18:00 | Dánia                         | 31–22       | Németország   | Jaarbreus Hal1, Utrecht, Hollandia Nézőszám: 175 Játékvezetők: Tamara Bregar, Klavdija Zorko (SLO) |
| 2013. július 18. 18:00 | Josephine Fjellerad Juncker 7 | (20–7)      | Nele Reimer 8 | Jaarbreus Hal1, Utrecht, Hollandia Nézőszám: 175 Játékvezetők: Tamara Bregar, Klavdija Zorko (SLO) |
| 2013. július 18. 18:00 | 3× 2×                         | Jegyzőkönyv | 2× 2×         | Jaarbreus Hal1, Utrecht, Hollandia Nézőszám: 175 Játékvezetők: Tamara Bregar, Klavdija Zorko (SLO) |

| 2013. július 18. 20:00 | Hollandia          | 21–38       | Oroszország         | Jaarbreus Hal1, Utrecht, Hollandia Nézőszám: 550 Játékvezetők: Maike Schilha, Tanja Schilha (GER) |
| 2013. július 18. 20:00 | Anouk Nieuwenweg 5 | (5–16)      | Anastasia Suslova 6 | Jaarbreus Hal1, Utrecht, Hollandia Nézőszám: 550 Játékvezetők: Maike Schilha, Tanja Schilha (GER) |
| 2013. július 18. 20:00 | 2× 3×              | Jegyzőkönyv | 5× 3×               | Jaarbreus Hal1, Utrecht, Hollandia Nézőszám: 550 Játékvezetők: Maike Schilha, Tanja Schilha (GER) |

## Bronzmérkőzés
| 2013. július 19. 14:30 | Hollandia          | 23–28       | Németország | Jaarbreus Hal1, Utrecht, Hollandia Nézőszám: 550 Játékvezetők: Lorena Jurenec, Maja Vajdic (CRO) |
| 2013. július 19. 14:30 | Anouk Nieuwenweg 7 | (14–11)     | Pia Adams 6 | Jaarbreus Hal1, Utrecht, Hollandia Nézőszám: 550 Játékvezetők: Lorena Jurenec, Maja Vajdic (CRO) |
| 2013. július 19. 14:30 | 3× 3×              | Jegyzőkönyv | 2× 2×       | Jaarbreus Hal1, Utrecht, Hollandia Nézőszám: 550 Játékvezetők: Lorena Jurenec, Maja Vajdic (CRO) |

## Döntő
| 2013. július 19. 16:30 | Oroszország            | 22–29       | Dánia                         | Jaarbreus Hal1, Utrecht, Hollandia Nézőszám: 400 Játékvezetők: Denis Bolic, Christoph Hurich (AUT) |
| 2013. július 19. 16:30 | Elizaveta Malashenko 6 | (12–16)     | Josephine Fjellerad Juncker 9 | Jaarbreus Hal1, Utrecht, Hollandia Nézőszám: 400 Játékvezetők: Denis Bolic, Christoph Hurich (AUT) |
| 2013. július 19. 16:30 | 4× 2×                  | Jegyzőkönyv | 2× 2×                         | Jaarbreus Hal1, Utrecht, Hollandia Nézőszám: 400 Játékvezetők: Denis Bolic, Christoph Hurich (AUT) |

## Végeredmény
| Helyezés | Nemzet       | M | Gy | D | V | Rg  | Kg  | Gk  | P |
| -------- | ------------ | - | -- | - | - | --- | --- | --- | - |
| Arany    | Dánia        | 5 | 4  | 0 | 1 | 130 | 107 | +23 | 8 |
| Ezüst    | Oroszország  | 5 | 3  | 0 | 2 | 137 | 123 | +14 | 6 |
| Bronz    | Németország  | 5 | 3  | 0 | 2 | 131 | 128 | +3  | 6 |
| 4.       | Hollandia    | 5 | 3  | 0 | 2 | 141 | 118 | +23 | 6 |
|          |              |   |    |   |   |     |     |     |   |
| 5.       | Svédország   | 5 | 3  | 1 | 1 | 134 | 111 | +23 | 7 |
| 6.       | Magyarország | 5 | 1  | 1 | 3 | 116 | 131 | -15 | 3 |
| 7.       | Norvégia     | 5 | 2  | 0 | 3 | 105 | 133 | -28 | 4 |
| 8.       | Csehország   | 5 | 0  | 0 | 5 | 110 | 162 | -52 | 0 |

## Góllövőlista
|     | Név                         | Gól |
| 1.  | Kamila Kordovska            | 37  |
| 2.  | Emma Ekenman-Fernis         | 34  |
|     | Anouk Nieuwenweg            | 34  |
| 4.  | Filippa Sarenbrant          | 32  |
| 5.  | Gerháth Fanni               | 26  |
| 6.  | Élő Beatrix                 | 25  |
|     | Josephine Fjellerad Juncker | 25  |
|     | Ekaterina Nefedova          | 25  |
|     | Mai Kragballe Nielsen       | 25  |
| 10. | Tess Van Buren              | 24  |
| 11. | Pia Adams                   | 20  |
|     | Yaroslava Frolova           | 20  |
| 13. | Marie Lystad                | 19  |
|     | Nele Reimer                 | 19  |
|     | Frida Naamo Roenning        | 19  |
| 16. | Elizaveta Malashenko        | 18  |
| 17. | Annika Ingenpaß             | 16  |
|     | Cecilie Kleppe Jamtfall     | 16  |
|     | Hanne Maria Van Rossum      | 16  |

|     | Név                       | Gól |
| 20. | Vilde Karoline Nord       | 15  |
|     | Hanne Paulsen             | 15  |
|     | Luisa Sturm               | 15  |
| 23. | Lisa Friedberger          | 14  |
|     | Anastasia Suslova         | 14  |
| 25. | Ferenczy Fruzsina         | 13  |
|     | Sarah Irmler              | 13  |
|     | Julia Komarova            | 13  |
|     | Monika Krickova           | 13  |
| 29. | Diószegi Nikolett         | 12  |
|     | Yulia Golikova            | 12  |
|     | Hana Kratochvilova        | 12  |
| 32. | Amalie Angel              | 11  |
|     | Lányi Gabriella           | 11  |
|     | Bitten Spicker Mark       | 11  |
|     | Ida Reinhildsson          | 11  |
|     | Mette Soerensen Thyrsted  | 11  |
|     | Valentina Vernigorova     | 11  |
|     | Anouk Anne Maria Zwinkels | 11  |

|     | Név                   | Gól |
| 39. | Julia Sandell         | 10  |
|     | Romy Beau Zengerink   | 10  |
| 41. | Delaila Amega         | 9   |
|     | Tamara Haggerty       | 9   |
|     | Olivia Mellegard      | 9   |
|     | Annika Maria Noordink | 9   |
|     | Julie Pontoppidan     | 9   |
|     | Emma Rask             | 9   |
| 47. | Albana Arifi          | 8   |
|     | Julia Bardis          | 8   |
|     | Alicia Burgert        | 8   |
|     | Eliska Dragounova     | 8   |